# Ликург (царь Немеи)
Ликург (др.-греч. Λυκοΰργος) — персонаж древнегреческой мифологии, правитель области Немея в Арголиде. По одной родословной, сын Пронакса (сына Талая). По другой версии, сын Ферета. Жена Евридика (либо Амфитея), сын Офельт. Во время похода Семерых против Фив его маленький сын был укушен змеей. Ликург, считая участников похода виновными в этом, сражался с Амфиараем, но Адраст и Тидей прекратили бой между ними. По версии Стесихора, участник похода против Фив, убит, но затем воскрешен Асклепием. Географ II века Павсаний, описывая место Немейских игр, упоминает, что видел там «гробницу Ликурга, отца Офельта».